# Black Dice
Black Dice är ett band, från Brooklyn, New York, USA. Bandet skapades våren 1997 vid Rhode Island School of Design.

## Medlemmar
Nuvarande medlemmar
- Bjorn Copeland – gitarr (1997– )
- Eric Copeland – sång, elektronik (1997– )
- Aaron Warren – elektronik, basgitarr, keyboard, sång (1999– )

Tidigare medlemmar
- Sebastian Blanck – basgitarr (1997–1999)
- Hisham Bharoocha – trummor (1997–2004)

## Diskografi
Studioalbum
- 2002 – Beaches and Canyons
- 2004 – Creature Comforts
- 2005 – Broken Ear Record
- 2007 – Load Blown
- 2009 – Repo
- 2012 – Mr. Impossible
- 2021 – Mod Prog Sic

EP-skivor
- 1998 – Black Dice
- 1998 – Untitled
- 2000 – Black Dice No. 3
- 2001 – Cold Hands
- 2006 – Manoman
- 2009 – Chocolate Cherry

Singlar
- 2000 – "Semen of the Sun"
- 2001 – "Peace in the Valley"
- 2002 – "Lost Valley"
- 2003 – "Cone Toaster"
- 2004 – "Miles Of Smiles"
- 2005 – "Smiling Off"
- 2007 – "Roll Up" / "Drool"
- 2012 – "Pigs"
- 2012 – "Rodriguez"
- 2016 – "Big Deal" / "Last Laugh"